# Сакраменто Ріпаблік
ФК «Сакраменто Ріпаблік» (англ. Sacramento Republic Football Club) — американський футбольний клуб зі Сакраменто, Каліфорнія, заснований у 2012 році. Виступає в USL. Домашні матчі приймає на стадіоні «Папа Мерфіс Парк», місткістю 11 569 глядачів.
Виступає у Західній конференції USL.

## Досягнення
- USL
  - Чемпіоншип
    - Чемпіон: 2014

  - Регулярний сезон
    - Фіналіст: 2014

  - Західна конференція
    - Чемпіон: 2016